# Институт автоматизации проектирования РАН
Учреждение Российской академии наук Институт автоматизации проектирования РАН (Институт автоматизации проектирования, ИАП РАН) был образован в августе 1986 года в Москве на базе подразделений Научного совета АН СССР по комплексной программе «Кибернетика», ВЦ АН СССР и МФТИ.
Основной задачей института является создание программных продуктов по численному моделированию процессов в механике сплошных сред, астрономии, физике, медицине, экологии и экономике.

## Структура института
В состав института входят:
- Отдел математических методов автоматизации проектирования
- Отдел вычислительных методов и турбулентности
- Отдел информатизации, математического моделирования и управления
- Вычислительный центр
- Научно-образовательный центр «Математическое моделирование и суперЭВМ»

## Известные сотрудники
Директора
- Белоцерковский, Олег Михайлович (1986—2009) — академик РАН, почётный директор (2009—2015)[3]
- Якушев, Владимир Лаврентьевич — и. о. директора (2010—2011)[4]
- Холодов, Александр Сергеевич — академик РАН, и. о. директора (2012—2017)[5][6]
- Никитин Илья Степанович — директор с 2017 года, д.ф.-м.н.

Члены-корреспонденты РАН
- Гущин, Валентин Анатольевич
- Коробейников, Виктор Павлович

Лауреаты госпремий
- Лохов, Георгий Михайлович (1945-2009) — д.ф.м.н., проф.